# Гимназија Нови Пазар
Гимназија Нови Пазар је гимназија у Новом Пазару. Основана је 20. новембра 1913. Указом краља Петра I Карађорђевића.

## Историја
Дана 20. новембра 1913. године донета је одлука да се отвори непотпуна гимназија у Новом Пазару. Гимназија је почела са радом 10. јануара 1914. године у веома тешким економским и другим приликама. Рад са првом генерацијом гимназијалаца започели су два професора и два хонорарна наставника. Школска зграда у којој је Гимназија започела рад била је неподобна за извођење васпитно-образовног рада. То је била мала општинска зграда. У овој згради Гимназија ће радити до 20. јула 1920. године, када је за Гимназију узета у закуп кућа браће Чавића.
Гимназија је престала са радом 1. Новембра 1915. године. Аустроугарске окупационе власти су тада заузеле школску зграду. Школска година, прва поратна, почела је 25. маја и трајала је до 10. јула 1919. године. У овој школској години било је 170 уписаних ђака. Највећи проблем у раду Гимназије био је недостатак одговарајућег наставног кадра. Гимназија је имала само два наставника за „научне предмете” и једну наставницу за „вештине”. Од 1919. до 1923. године Гимназија је прешла пут од ниже до потпуне гимназије.
Период рада државне осморазредне гимназије, од 1923. до 1929, карактеришу веома разноврсне и богате активности културно-просветног и васпитног карактера. У том периоду је изведена и прва већа екскурзија до Јадрана, од 2. до 19. маја 1925. Дана 24. августа 1929. Гимназија у Новом Пазару претворена је у непотпуну-четвороразредну средњу школу, 1938. године отворени су пети и шести разред самоуправне гимназије у Новом Пазару, а 1939. отворен је и седми разред.
У априлу 1941. престала су предавања у Гимназији, када су немачке трупе окупирале Србију. У току рата Новопазарска гимназија је премештена у Рашку. 23 ученика Новопазарке гимназије погинула су у борбама за слободу.

### Послератни период
У послератном периоду су школске зграде и опрема биле у веома лошем стању. Оно што је мукотрпно стварано између два светска рата највећим делом је разорено и уништено. У тако тешким условима почетком 1945. почиње окупљање ученика и организовање школског рада. Целокупна настава у првој поратној години у Гимназији одвијала се по скраћеном програму и са смањеним бројем часова из свих наставних предмета.
Јединствен тип школе за остваривање обавезног седмогодишњег образовања ствара се 1948. године Законом о седмогодишњем школовању. Овај закон усвојен је 16. јануара и њиме су успостављене државне седмогодишње школе — „седмолетке”. У мају 1952. године донето је Опште упутство о школовању у школама за опште образовање на основу кога је уведено обавезно осмогодишње школовање. Тиме су „седмолетке” замењене „осмолеткама”, а прогимназије нижим гимназијама.
У послератном периоду целокупан наставни и ваннаставни рад са ученицима био је прожет идеологијом заснованом на тековинама НОР-а и револуције, марксизма и социјализма. Екскурзије су биле саставни део васпитно-образовног рада. Посебно је потенцирана њихова васпитна функција. Прославе и приредбе у Гимназији су организоване поводом Дана Републике, Првог маја и Дана победе. Поводом ових празника за све ученике су држана и пригодна предавања.
У првој послератној години рад Гимназије почео је 12. априла 1945. За рад Гимназије узета је приватна кућа Илије Јемуовића у улици Шабана Коче. Школска година је завршена 15. јула. Већ на почетку послератног рада Гимназије основана је литерарна ђачка дружина „Љубиша Миодраговић”. За смештај великог броја сиромашних ученика и ученица који су долазили изван Новог Пазара основан је Интернат при Гимназији. Оснивање и рад Интерната пратиле су бројне потешкоће, а првенствено недостатак сигурних финансијских извора. Услуге интерната су биле бесплатне за све ученике, без обзира на имовно стање.
Гимназија је на почетку школске године 1946/47. године прешла у обновљену зграду предратне Основне школе „Стеван Немања”. Прва велика екскурзија након ослобођења изведена је од 25. априла до 15. маја 1948. године. Матуранти Гимназије били су на екскурзији са 65 ученика Учитељске школе.

### Виша гимназија и усмерено образовање
Од 1952. до 1959. Гимназија је постала Виша гимназија. Она је и формално у погледу статуса изједначена са другим средњим стручним школама. Пошто су просторије Учитељске школе биле веома неподобне за рад одлучено је да се она премести у зграду Гимназије. Од 1959. до 1977. су била уведена два програма образовања. Школовање у гимназији траје четири године. У првом разреду настава је јединствена за све ученике. Од другог разреда ученици се опредељују за друштвено-језички или природно-математички смер.
Године 1972. Гимназија је прешла у зграду Учитељске школе која је укинута. Тиме су створени неупоредиво бољи услови за рад. Период од 1977. до 1990. био је период усмереног образовања. Средња школа „Братство-јединство” је нови назив Гимназије у Новом Пазару након реформисања средњег усмереног образовања и васпитања.
ОД 1990. гимназија је конципирана као општеобразовна средња школа. Године 1992/93. школовање завршава последња генерација ученика усмереног образовања. Дана 25. марта 1999. године због НАТО агресије прекинута је редовна настава и све друге школске активности. Консултативно-инструктивни рад са ученицима који су имали слабе оцене или су желели да побољшају успех одвијао се од 10. до 31. маја.